# Liste der Naturdenkmale in Freigericht (Hessen)
Die Liste der Naturdenkmale in Freigericht (Hessen) nennt die in der Gemeinde Freigericht im Main-Kinzig-Kreis gelegenen Naturdenkmale.
| Bild | Bezeichnung                                      | Ortsteil, Lage                        | Beschreibung | Art          | Nr.    |
| ---- | ------------------------------------------------ | ------------------------------------- | ------------ | ------------ | ------ |
| BW   | Feldeiche                                        | Somborn 50° 7′ 56″ N, 9° 5′ 55,2″ O   |              |              | 435194 |
| BW   | 3 Roßkastanien am Hof Trages                     | Somborn 50° 7′ 31,7″ N, 9° 5′ 18,3″ O |              | Rosskastanie | 435195 |
| BW   | Kleiner Steinbruch westlich von der Mariengrotte | Horbach 50° 8′ 14″ N, 9° 11′ 6,7″ O   |              |              | 435204 |

## Belege
1. ↑  
Naturdenkmale im Main-Kinzig-Kreis. (PDF; 74 kB) Umweltbericht MKK. Main-Kinzig-Kreis, August 2015, archiviert vom Original (nicht mehr online verfügbar) am 24. Januar 2016; abgerufen am 22. Januar 2016.

- Karte mit allen Koordinaten:
- OSM |
- WikiMap